# Max Roediger
Max Friedrich Heinrich Roediger, auch Rödiger, (* 28. Oktober 1850; † 26. Februar 1918) war ein deutscher Germanist und Historiker.
Roediger wurde 1876 an der Universität Straßburg promoviert (Die Litanei und ihr Verhältnis zu den Dichtungen Heinrichs von Melk),  wurde 1880 Privatdozent an der Universität Berlin und 1883 außerordentlicher Professor.
Er war freier Mitarbeiter für die Reihe Deutsche Chroniken (Scriptores) bei den Monumenta Germaniae Historica. Dort gab er 1895 das Annolied heraus (Reihe Deutsche Chroniken und andere Geschichtsbücher des Mittelalters, Band 1–2).
Er bearbeitete auch Werke von Karl Müllenhoff (1818–1884) für spätere Auflagen.

## Schriften
Außer seinem Beitrag zur MGH.
- Die Litanei und ihr Verhältnis zu den Dichtungen Heinrichs von Melk, Zeitschrift für deutsches Alterthum, Band 19, 1876
- Paradigmata zur altsächsischen Grammatik im Anschluss an Müllenhoffs Paradigmata für seine Vorlesungen zusammengestellt, Berlin: Weidmann 1883, 1893, Digitalisat
- mit Karl Müllenhoff: Deutsche Altertumskunde, Berlin: Weidmann, 1870 (ohne Roediger), 1887 bis 1900, 1890 bis 1920
- Kritische Bemerkungen zu den Nibelungen, Berlin: Weidmann 1884
- Laurin; ein tirolisches Heldenmärchen aus dem Anfange des XIII Jahrhunderts,  Berlin: Weidmann 1912

Er gab 1888 bis 199 die Schriften zur germanischen Philologie (Berlin, Weidmann) heraus und trug auch dazu bei.